# Wertykulacja
Wertykulacja – zabieg pielęgnacyjny wykonywany na trawnikach ozdobnych i sportowych, polegający na pionowym cięciu darni. Płytkie pionowe cięcie trawnika ma na celu częściowe usunięcie próchnicy powierzchniowej, stworzenie lepszych warunków dla dopływu powietrza, wody i składników pokarmowych do strefy korzeniowej, przygotowanie trawnika do piaskowania, stworzenie korzystniejszych warunków dla przeprowadzenia podsiewu oraz przerzedzenie zbyt gęstego podsiewu. Do wykonania głębokiego pionowego cięcia konieczne są wertykulatory o mocniejszej konstrukcji, ponieważ ich zadaniem jest dotarcie do głębszych warstw darni. Stosując głęboką wertykulację osiąga się dodatkowo zwiększenie elastyczności trawnika oraz zwiększenie przepuszczalności gleby zagęszczonej w dolnych warstwach. Ponadto penetracja noży do głębokości 5 – 7 cm spełnia podobną rolę jak aeracja.
Wertykulację przeprowadza się przede wszystkim wczesną wiosną (pora kwitnienia forsycji – marzec/kwiecień), po pierwszym koszeniu oraz jesienią (sierpień/wrzesień) na w miarę suchym podłożu. Zabieg przeprowadza się na trawniku co najmniej 2-letnim, wcześniej przeprowadzony mógłby uszkodzić młode pędy traw.
Przed wykonaniem wertykulacji należy oczyścić trawnik z gałęzi, kamieni i innych rzeczy, które mogą uszkodzić wertykulator oraz skosić trawnik na wysokość ok. 2,5 – 3 cm. Najlepszy efekt otrzymamy wykonując wertykulację wzdłuż i wszerz (tzw. szachownica). Po wertykulacji trawnik należy dokładnie oczyścić i zgrabić wszystkie pozostałości obumarłych, zwertykulowanych części roślin (sucha trawa, mech itp.), dosiać trawę w miejscach ubytków oraz rozsypać równomiernie nawóz na całej powierzchni trawnika.
W celu rozluźnienia gleby i nadania jej odpowiedniej przepustowości, powierzchnię trawnika można posypać mieszaniną torfu z piaskiem, która będzie stanowiła również ochronę korzeni i świeżo wysianych nasion trawy. Po zabiegu należy pamiętać o regularnym nawadnianiu podłoża.